# Kom el-Hetan

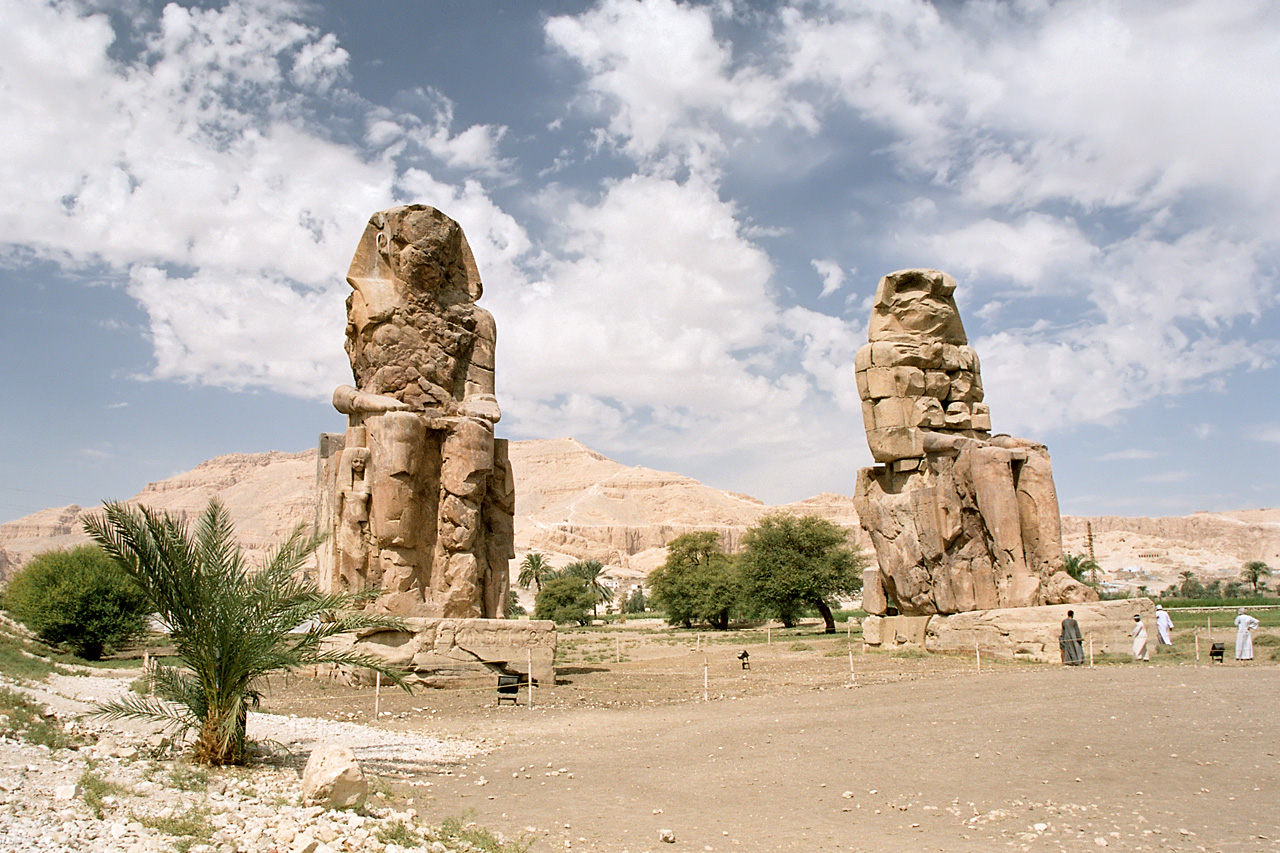
Memnons stoder vid Amenhotep III:s gravtempel.

Kom el-Hetan är platsen för Memnons stoder och farao Amenhotep III:s gravtempel i det forntida Thebe. Platsen ligger på Nilens västra flodbank nära det nuvarande Luxor i Egypten.

## Memnons stoder
Memnons stoder är två 18 meter höga sittande statyer av kvartsit. Namnet Memnons stoder gavs åt statyerna av greker som besökte platsen under antiken. De trodde att statyerna föreställde hjälten Memnon från det Trojanska kriget. Enligt den grekiska historikern Strabon skadades statyerna i en jordbävning år 27 f.Kr. varefter den ena statyn varje morgon gav ifrån sig ett ljud. Detta uppfattades som Memnons sång till sin mor gryningsgudinnan Eos och statyerna blev välkända i Romarriket. Den romerska kejsaren Septimius Severus reparerade välvilligt stayerna, men de blev därefter tysta.

## Amenhotep III:s gravtempel
Memnons stoder restes ursprungligen på 1300-talet f.Kr. framför ingången till farao Amenhotep III:s gravtempel i Kom el-Hetan. De föreställer Amenhotep III sittande och hans drottning Tiye och mor Mutemwiya stående vid hans ben. Relieferna på sidorna avbildar även guden Hapi. Statyerna stod på ömse sidor framför porten i den första pylonen som numera är helt försvunnen. Porten ledde till en förgård och via den andra pylonen, framför vilken fler statyer av kungen var resta, kom man vidare till ytterligare en förgård. Den tredje pylonen stod framför en processionsgång av sfinxer som ledde till en tempelgård avsedd för soldyrkan omgiven av pelarrader. Bredvid låg även ett tempel tillägnat guden Ptah-Sokar-Osiris. Hela tempelanläggningen mätte 700 x 550 meter och omgavs av en mur byggd av lertegel. Templet byggdes i det forntida Egyptens huvudstad Thebe nära det kungliga palatset i Malqata och uppfördes inför firandet av kungens Sed-jubileum omkring 1360 f.Kr.
Under den nittonde dynastin användes stenblock och troligen även statyer från gravtemplet till andra byggnader i närheten. Nilen översvämmade även templet årligen och Memnons stoder stod fram till uppförandet av Assuandammen i vatten under översvämningstiden. Detta har förstört mycket av templet som ingår i världsarvet Forntida Thebe.